# Liceo ginnasio Dante
Il liceo classico e musicale statale "Dante" situato a Firenze, in via Puccinotti 55, affacciato su piazza della Vittoria, è una delle scuole più antiche della città.

## Storia
La sua fondazione, col nome di "Liceo Fiorentino", risale al 30 settembre 1853, per decreto del granduca Leopoldo II. Nel 1859 esso ebbe sede nel palazzo Borghese in via del Palagio del Podestà (poi via Ghibellina), nel 1862 si trasferì nel palazzo Da Cepparello in via del Corso. Nel 1865 divenne il Liceo "Dante", in occasione del sesto centenario della nascita di Dante Alighieri e trovò la sua sede attuale solo nel 1921.
L'edificio di via Puccinotti fu costruito nel 1876. In origine esso ospitava il collegio Domengé-Rossi, che poi si trasferì nella villa Carmela nel 1919.
Dall'anno scolastico 2010-2011, il Liceo Classico “Dante”, accoglie nella storica sede di via Puccinotti una nuova sezione di studio e un nuovo indirizzo che lo arricchisce:  il Liceo Musicale e Coreutico], che affianca lo storico indirizzo classico, grazie ad una convenzione con il conservatorio di Stato Luigi Cherubini.
Nel 2018, poiché il Liceo Classico Dante era, rispetto ai parametri governativi, sottodimensionato del numero di studenti necessari per l'indipendenza di un istituto, viene unito al Liceo Artistico Alberti per creare il “Polo delle Arti e del nuovo Rinascimento” promosso dal MIUR e accolta dalla Regione Toscana, dalla Città Metropolitana, dal Comune di Firenze e da istituzioni cittadine di Alta Formazione quali l’Accademia delle Belle Arti e il Conservatorio “Cherubini”. L'istituto Alberti-Dante attualmente collabora con le principali istituzioni artistiche fiorentine, quali l'Accademia di belle arti, il Conservatorio Luigi Cherubini, il dipartimento della facoltà di architettura dell'Università di Firenze, la Fondazione Orchestra della Toscana, la Galleria degli Uffizi, il Teatro del Maggio Musicale Fiorentino e il teatro della Pergola, per attività didattiche e laboratori in campo artistico e musicale. L'istituto è conosciuto con il nome di "IIS Alberti-Dante".
Nel 2019, la preside del Liceo Maria Urciuoli esprime la sua preoccupazione al Corriere Fiorentino riguardo alla carenza di docenti di sostegno nell'istituto.
Il 26 settembre 2021 l'istituto finisce sotto i riflettori a causa di un'intrusione di due giovani estranei al liceo, che poco dopo l'appello scolastico sono stati espulsi dal plesso.

## Descrizione della sede
Il palazzo, restaurato nel 1925 e poi ampliato, presenta uno stile ottocentesco, con influssi liberty. Nel salone ospita un'erma marmorea di Dante, scolpita nel 1882 da Giuseppina Dupré, figlia di Giovanni Dupré, su modello del 1862, originariamente destinata alla Casa di Dante.

### Archivio

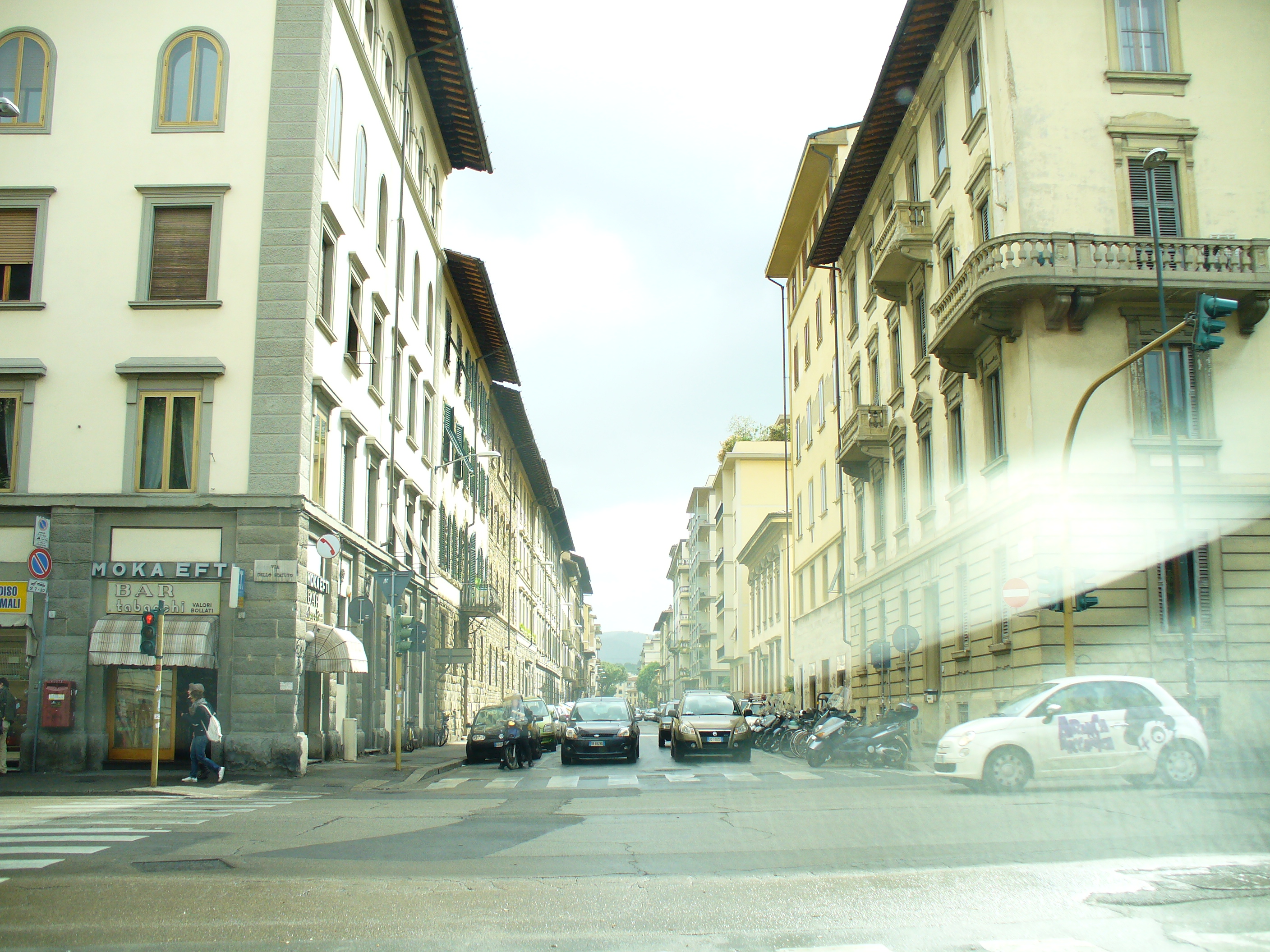
Via Puccinotti

Nell'archivio sono conservate collezioni scientifiche e una biblioteca di oltre 17.500 volumi. L'archivio è suddiviso in:
- Carteggio e atti (due serie archivistiche, quattrocentocinquantuno unità totali dal 1853)
- Carteggio e atti riservati (cinque serie, ventidue unità dal 1870)
- Amministrazione e contabilità (dieci serie, centocinquantasei unità dal 1883)
- Personale (cinque serie, settantasette unità dal 1831)
- Alunni (nove serie, cinquecentotrentaquattro unità dal 1853)
- Attività didattica (otto serie, settantotto unità dal 1883)
- Fondo Domengé Rossi (quattro serie, ventisei unità dal 1922 al 1954)[20]

### Biblioteca
La biblioteca, intestata nel 2018 a Paolo Chiari, già professore di Storia e Filosofia presso la scuola, nacque nel 1853, lo stesso anno di nascita del liceo. Possiede alcune raccolte preziose per l'epoca della loro pubblicazione, fra le quali:
- La Nuova Antologia, dall'anno 1866
- L'Archivio storico italiano dal 1842
- L'Ateneo dal 1874
- Il Giornale storico della letteratura italiana dal 1883
- La Rivista di filologia e di istruzione classica dal 1873
- La Rivista filologico-letteraria dal 1871
- La Filosofia delle scuole italiane dal 1870.

Opere di particolare pregio, custodite in apposite vetrine nel gabinetto di Fisica del liceo sono le seguenti:
- Euclidis – Praeclarissimus liber elementorum Euclidis perspicacissimi in artem Geometriae – Erhardus Ratdolt Augustensis impressor solertissimus Venetiis impressit. Anno salutis 1482 Octavis Kalendis Iun. Libri XV. Inv.1542
- Boetii Severini – Arithmetica Geometria et Venetiis impressum opus per I. Gregorium de Gregoris-Anno Humanae restaurationis 1492 die 18 Aug. Inv.2720.
- Boeti (Divi Severini) – Arithmetica duobus discreta libris – Venundantur apud Simonem Parissis, 1521 – Quinto Idus Julia, Inv.1543.
- Apolloni Pergaei conicorum libri IV cum commentariis R.P. Claudi Richardi. Antuerpiae. Apud Hier. Et Joannem B. Anno 1655. Inv.1537.
- Regiomontani Joannis mathematici praestantissimi. De triangulis planis et sphaericis libri quinque, una cum tabulis sinuum ecc. Omnia edita...per Daniclem Santbech Noviamagum. Basilae per Henricum Petri et Petrum Peruam. Anno Salutis humanae. 1561. Inv.1778.
- Clavio Christophoro Bambergensi – Gnomonices libri octo in quibus non solum horologiorum solarium sed aliarum quoque quae ex gnomonis umbra conosci possunt, descriptions geometrice demostrantur. Romae apud Franciscium Zanettum. 1581. Inv. 1773.
- Montis (Guidiubaldi et Marchionibus) perspectivae libri sex. Pisauri. Apud Hier. Concordiam. 1600. Inv.1531.
- Hugenii Christiani. Opera astronomica – Vol. 3 – Tomi IV – Lugduni Batavorum apud Jaussonios Vander. 1724. Inv.1746.

Queste opere nel 1929 furono esposte alla Esposizione nazionale di storia della scienza.

### Erbari

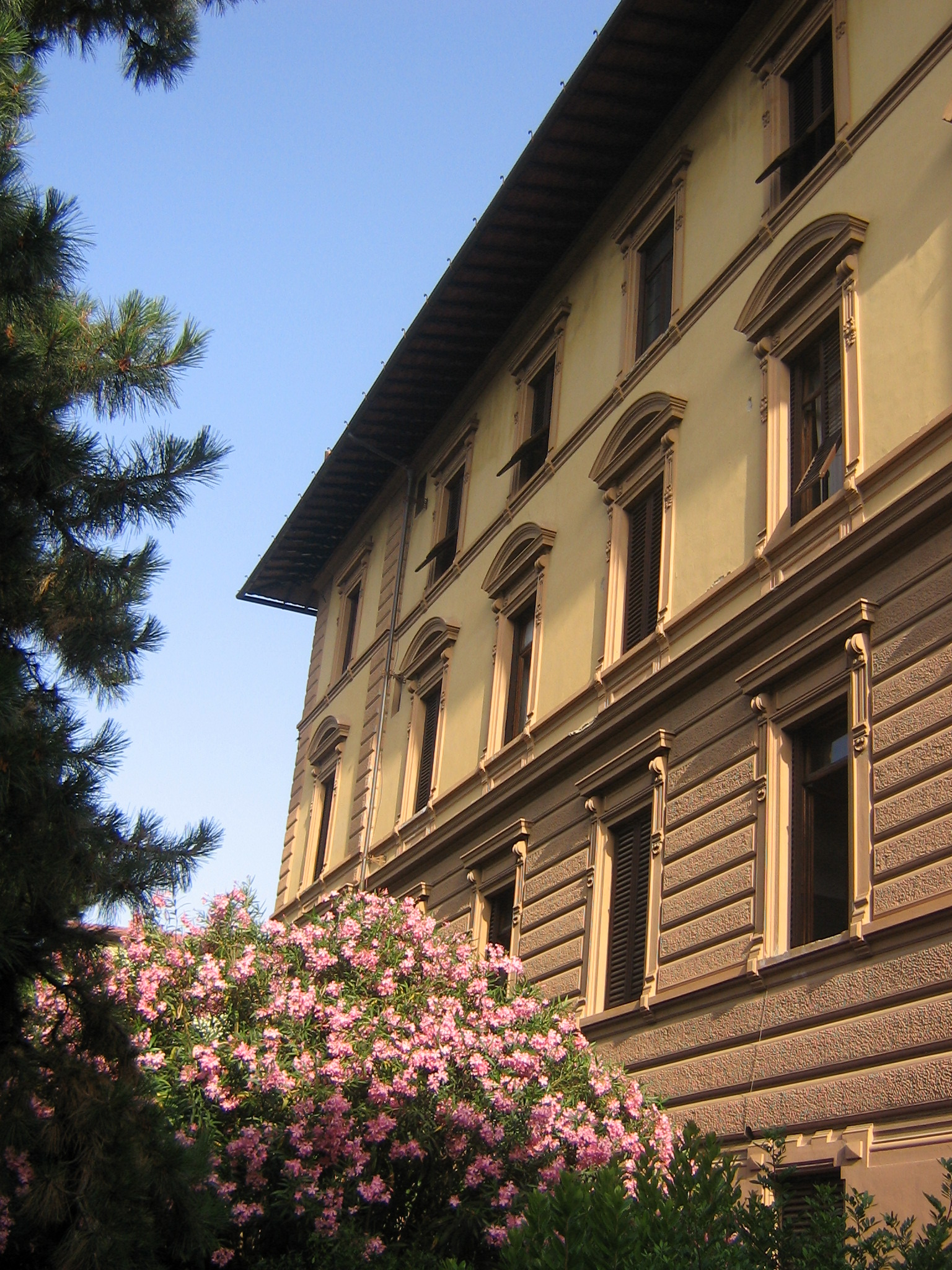
Il liceo Dante visto dal giardino interno.

Le prime collezioni di scienze naturali del liceo risalgono al 1870, anno in cui Carlo Marangoni insegnava in questa scuola scienze naturali e fisica. Molti erbari furono donati al liceo da professori e allievi e sono contraddistinti da date registrate dalla metà del XIX secolo fino al 1950, anno in cui il professor Tiziano Provasi, botanico, donò al liceo il suo erbario della flora italiana. Sono conservati: Herbarium del Reale Liceo “Dante” (1876 - 1893); Herbarium L. Caiola (1886); Herbarium G. Fani, composto da campioni raccolti tra il 1897 e il 1900 nella zona di Volterra; Herbarium Badanelli (1894 - 1914); Herbarium Tortoli, composto da campioni datati 1896; Herbarium E. Gardiol (1901 - 1902); Herbarium T. Provasi (1912 - 1920).
Tutti questi erbari sono citati in Guida agli Erbari della Toscana, realizzata dalla Regione Toscana nell'aprile 1994.

Inoltre il liceo custodisce 27 esemplari di modelli didattici botanici realizzati dalla Antica manifattura Brendel.

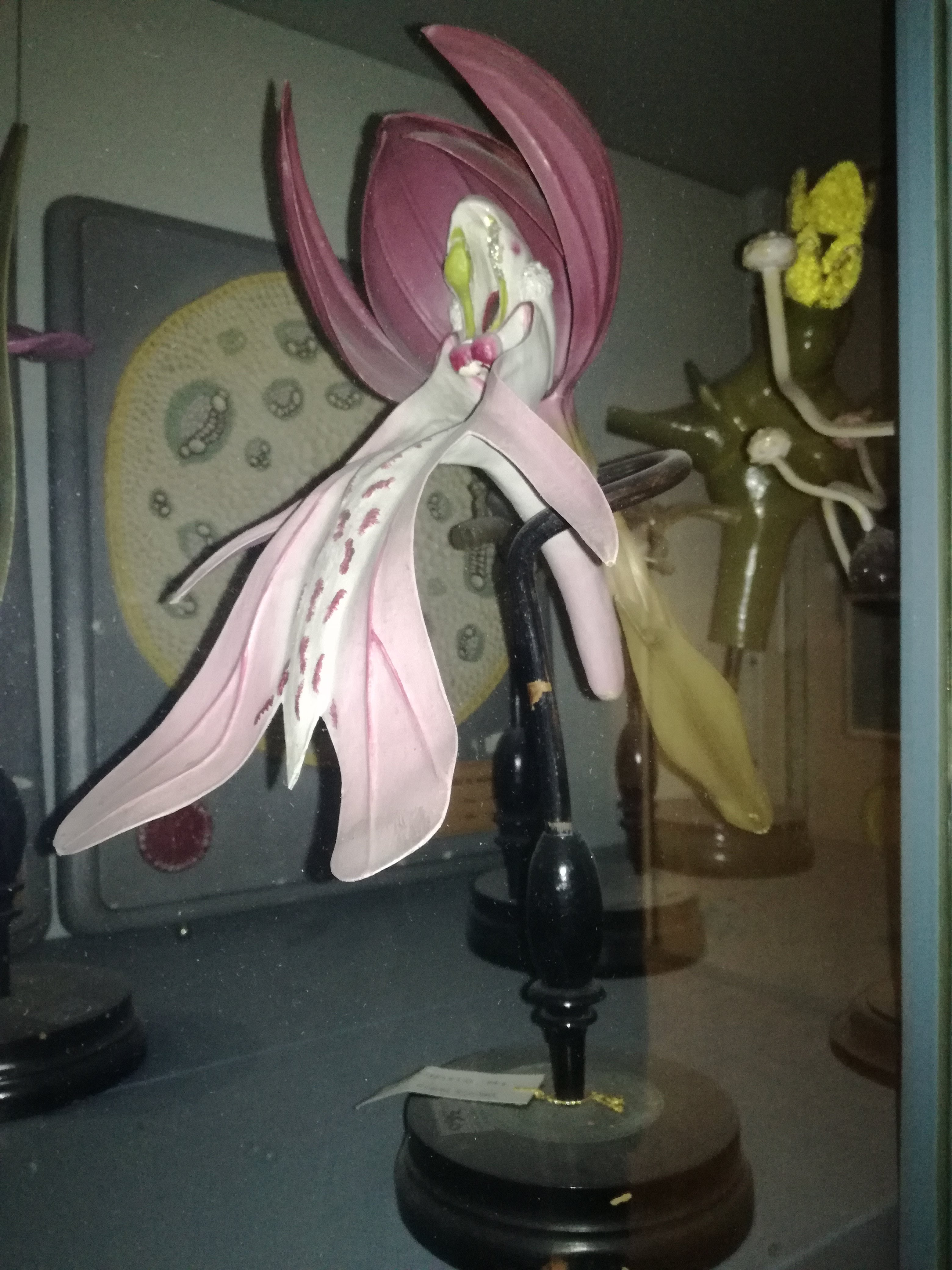
Modelli Brendel

### Gabinetto di chimica, scienze naturali e geografia
Questo gabinetto custodisce in quattro armadi il materiale di anatomia comparata e di anatomia umana, con centoventi esemplari e modelli, alcuni dei quali risalgono ai primi anni di esistenza del liceo.
Al 1866 risalgono i modelli scomponibili dell'occhio e dell'orecchio, provenienti da cessioni fatte dal Museo della Specola.
In altri armadi sono raccolti animali imbalsamati o conservati in alcool (57 esemplari di mammiferi, 175 esemplari di uccelli, 151 esemplari per i pesci, gli anfibi e i rettili, cinquanta cassette di insetti e 360 esemplari tra molluschi e vermi). Nel gabinetto si trovano inoltre collezioni di botanica, modelli di geografia e di Mineralogia con 1.500 esemplari di minerali, mille di rocce e circa seicentocinquanta fossili, apparecchi per la chimica; tavole murali di zoologia, botanica, geografia fisica e geologia, con alcuni plastici.
Nell'anno scolastico 1949/50 il gabinetto fu dotato del microscopio Koristka, corredato di oculari e obiettivi.

### Gabinetto di fisica
Dal 1870 al 1910 il liceo ebbe come insegnante di Fisica lo scienziato Carlo Marangoni che fornì apparecchi di sua invenzione, lasciò pregevoli pubblicazioni e commissionò per la scuola una copia del termometro fiorentino, costruito dall'Accademia del cimento. Nel gabinetto di fisica, costituito da varie sale (per la meccanica, per l'acustica e termologia, per l'ottica, per gli apparecchi di elettricità e magnetismo, per gli apparecchi più voluminosi), da un ambiente per la preparazione delle esperienze, da uno studio corredato da biblioteca per l'insegnante e da un'officina, si trova anche un apparecchio settecentesco che mostra il sistema copernicano e rappresenta le velocità relative dei vari pianeti, tramite un movimento di orologeria.

### Laboratorio d'Informatica
Nel 1987 fu introdotta nel liceo una sezione sperimentale del Piano Nazionale Informatica, provvista di un laboratorio dotato di PC con accesso a Internet. La scuola offre anche la possibilità di frequentare la sezione con Potenziamento di Matematica, che prevede un orario settimanale di Matematica aumentato di un’ora per tutti e cinque gli anni di frequentazione. Nell'ora extra, gli studenti potranno utilizzare i PC della scuola per seguire una lezione di informatica o di potenziamento delle materie scientifiche.

### Palestra Boer
La palestra Boer del liceo Dante fu inaugurata nel 1929, insieme a un campo di pallavolo e pallacanestro. Negli anni settanta fu rimodernata e, nel 1996, fu costruito un campo multidisciplinare per la pallavolo, la pallacanestro, la pallamano, il calcetto, realizzando anche uno spazio per il fitness.

## Chaltron's Cup
La Chaltron's Cup è il torneo di calcio a 11 degli allievi del Liceo Dante di Firenze: si svolge dal 1966 e ospita ex dantini e, in aggiunta, alcuni «stranieri», denominati "Dantex".

## Salottino dell'Alberti-Dante
Nel Marzo 2020, con l'inizio della pandemia, gli alunni sfruttando la rete, hanno creato uno spazio digitale nel quale, mediante la piattaforma Google Meet, vengono fatti dibattiti ed organizzate interviste con personalità di spicco.
1. ↑   201Q/lc-dante// LC Dante, su cercalatuascuola.istruzione.it, Scuola in Chiaro.
2. 1 2 3   Liceo Dante la lunga storia della palestra del potere, su ricerca.repubblica.it, la Repubblica. URL consultato il 18 settembre 2012.
3. ↑   E nacque il Dante liceo della capitale, su ricerca.repubblica.it, la Repubblica. URL consultato il 18 settembre 2012.
4. ↑  C. A. Lumini, La riforma scolastica del 1852 e la fondazione del Liceo Fiorentino in Centenario del Liceo "Dante" di Firenze, 1853-1953, Firenze, Vallecchi, 1954, pp. 22-50.
5. ↑   Istituto Domengé Rossi, su siusa.archivi.beniculturali.it. URL consultato il 3 settembre 2018.
6. ↑  Calcedonio Donato, Dal colle al piano, la Parrocchia dell'Immacolata e San Martino a Montughi, Firenze, Edizioni della Parrocchia dell'Immacolata a Montughi, via F. Paoletti 36 - 1996
7. ↑   Laura Montanari, Galileo, Dante e Michelangelo occupati la fiaccolata unisce padri e figli, su firenze.repubblica.it. URL consultato il 22 gennaio 2022 (archiviato dall'url originale il 22 gennaio 2022).
8. ↑   Liceo musicale al Dante. Gelmini dà il via libera, su ricerca.repubblica.it, la Repubblica. URL consultato il 18 settembre 2012.
9. ↑   Scuola, fusione Liceo Dante-Leon Battista Alberti, su cittametropolitana.fi.it.
10. ↑   Firenze, Dante e Leon Battista Alberti si fondono, su firenze.repubblica.it.
11. 1 2   Il liceo classico Dante si fonde con l'artistico Alberti, su lanazione.it.
12. ↑   Classico, musicale e anche artistico Il liceo Dante si fonde con l’Alberti, su corrierefiorentino.corriere.it.
13. ↑   Mauro Bonciani, Corriere della Sera, 28 novembre 2017,  http://corrierefiorentino.corriere.it/firenze/notizie/cronaca/17_novembre_28/classico-musicale-anche-artistico-liceo-dante-si-fonde-l-alberti-5630da8e-d420-11e7-8ba8-e02be708d9ca.shtml. URL consultato il 13 febbraio 2019.
14. ↑   Nasce a Firenze il 'Polo umanistico delle Arti per un nuovo Rinascimento, su gonews.it.
15. ↑   facoltà, in Treccani.it – Vocabolario Treccani on line, Roma, Istituto dell'Enciclopedia Italiana. URL consultato il 6 agosto 2019.
«[...] 2. a. Nell’ordinamento universitario, ciascuna delle unità didattiche in seno alle quali si raggruppano tutti gli insegnamenti appartenenti a un determinato settore della scienza, così chiamate (dal lat. mediev. facultas) perché conferiscono, o conferivano, la facoltà di esercitare una certa professione: f. di lettere, di giurisprudenza, di medicina, di architettura, ecc. [...]»
16. ↑   Scuola. Musica, teatro, lingue, arti: nasce a Firenze il "Polo umanistico", su cittametropolitana.fi.it, 19 aprile 2018. URL consultato il 6 agosto 2019.
17. ↑   Caro preside, oggi parli lei, su Corriere Fiorentino, 13 settembre 2019. URL consultato il 2 ottobre 2022.
18. ↑   Prof del Dante scopre due estranei in classe e li denuncia alla polizia, su la Repubblica, 26 settembre 2021. URL consultato il 2 ottobre 2022.
19. ↑  Liceo Classico “Dante” 1853-2003 - Centocinquanta, Tipografia del Comune di Firenze, Firenze, giugno 2003, pagina 162
20. ↑  Liceo Classico “Dante” 1853-2003 - Centocinquanta, Tipografia del Comune di Firenze, Firenze, giugno 2003, pagine 46-47
21. ↑  Liceo Classico “Dante” 1853-2003 - Centocinquanta, Tipografia del Comune di Firenze, Firenze, giugno 2003, pag.160
22. ↑  Tiziano Provasi pubblicò:Osservazioni e ricerche sulla vegetazione di alcuni laghetti dell'Appennino Tosco-Emiliano, Nuovo Giorn. Bot. It. XXXXIII. 1926 e Florula dei laghetti dell'Appennino Parmense e Reggiano, Nuovo Giorn. Bot. It. XLV, 1938, in Op. cit., pag.99
23. ↑  Liceo Classico “Dante” 1853-2003 - Centocinquanta, Tipografia del Comune di Firenze, Firenze, giugno 2003, pagine 98-99-100
24. ↑  Liceo Classico “Dante” 1853-2003 - Centocinquanta, Tipografia del Comune di Firenze, Firenze, giugno 2003, pagine 161-162
25. ↑  Liceo classico “Dante” 1853-2003 - Centocinquanta, Tipografia del Comune di Firenze, Firenze, giugno 2003, pag.161
26. ↑  Liceo Classico “Dante” 1853-2003 - Centocinquanta, Tipografia del Comune di Firenze, Firenze, giugno 2003, pag.100
27. 1 2   IIS Alberti Dante, su www.iisalberti-dante.it. URL consultato il 17 gennaio 2022.
28. ↑  Liceo Classico “Dante” 1853-2003 - Centocinquanta, Tipografia del Comune di Firenze, Firenze, giugno 2003, pagina 86
29. ↑  Liceo Classico “Dante” 1853-2003 - Centocinquanta, Tipografia del Comune di Firenze, Firenze, giugno 2003, pagine 86-87
30. ↑   Quelli che Dante è soprattutto il liceo, su corrierefiorentino.corriere.it, Corriere Fiorentino. URL consultato il 3 giugno 2012.
31. ↑   Dicono di noi: Sport Week, la Gazzetta dello Sport, La Nazione, su chaltrons.net, Chaltron's Cup. URL consultato il 3 giugno 2012 (archiviato dall'url originale il 17 giugno 2013).